# Соціальна валентність
Валéнтність — сила переваги індивіда відносно якого-небудь результату. Кожен результат, що розглядається індивідом, має деякий рівень валентності (або бажаності), який коливається від -1,0 (вельми небажано) до +1,0 (вельми бажано).
Валентність (лат. valentia — «сила») — афективна якість, що полягає в суб'єктивній привабливості (позитивна валентність) або непривабливості (негативна валентність) для людини предметів, подій або ситуацій.